# Bruggmanniella maytenuse
Bruggmanniella maytenuse är en tvåvingeart som först beskrevs av Maia och Márcia Souto Couri 1992.  Bruggmanniella maytenuse ingår i släktet Bruggmanniella och familjen gallmyggor. Inga underarter finns listade i Catalogue of Life.